# Antonietta Bagarella
Antonietta "Ninetta" Bagarella (Corleone, 1944) is een Italiaanse lerares en echtgenote van Corleonesi-maffiabaas Salvatore "Totò" Riina. Als jongere zus van maffiosi Leoluca Bagarella en Calogero Bagarella, was zij zelf ook actief betrokken bij Riina's maffiapraktijken. Ze was de eerste vrouw die voor de rechtbank moest verschijnen, voor misdrijven in verband met de cosa nostra.

## Biografie
De familie Bagarella woonde in de jaren 50 en 60 in Corleone, Sicilië. Ninetta is het vierde kind van Lucia Mondello en Salvatore Bagarella, maffiosi bij de cosa nostra. Ze had drie broers, Giuseppe, Calogero en Leoluca en twee zussen, Giovanna en Maria. Tot 1963 leefde de familie zonder problemen, maar toen werd vader Salvatore, in het noorden van Italië, in hechtenis genomen voor maffia-gerelateerde misdaden. Met haar man tot 1968 in de gevangenis en zes kinderen thuis, was het moeilijk voor moeder Lucia om van een kapstersloontje rond te komen. Ninetta bezocht toch het gymnasium en na het behalen van haar onderwijsdiploma werd zij lerares. In die periode ontstond er ook een relatie tussen haar en Salvatore Riina, de beste jeugdvriend van haar broer Calogero.
Op 16 april 1974 besloten Ninetta en de voortvluchtige Salvatore in het geheim te trouwen. Hun huwelijk bracht vijf kinderen voort; Luca, Concetta, Giovanni, Giuseppe en Lucia, allen geboren in een ziekenhuis in Palermo. De oudste zoon is onder een andere naam geadopteerd door familie in Nederland. Hun andere twee zonen, Giovanni en Giuseppe, volgden hun vader in zijn voetsporen. Allebei kwamen zij, net als hun vader, achter de tralies terecht.

## Procedures
Antonietta onderging haar eerste gerechtelijke procedure in juli 1971, voor medeplichtigheid aan Totò Riina's maffiapraktijken. Er werd vier jaar ballingschap naar Noord-Italië geëist, maar Ninetta kon een veroordeling voorkomen door een beeld te schetsen van een verliefde vrouw.
In januari 2007 werd Ninetta aangeklaagd en veroordeeld voor de schade aan de familie van de vermoorde rechter Paolo Borsellino, voor een bedrag van 3.360.000 euro. Dit naar aanleiding van een aanklacht door de weduwe van de rechter aan het adres van Ninetta.